# 广元南站
广元南站是位于四川省广元市利州区下西坝的一个铁路车站，邮政编码628000。车站建于1967年，有宝成铁路、广巴铁路经过该站，现仅办货运业务，不办理客运业务。车站及其上下行区间均已电气化。车站距离宝鸡站355公里，隶属成都铁路局，是一等站。2015年广元站改造期间，广元南站曾作为临时客运站使用。